# 阿卢拉鲸
阿卢拉鲸（英文：Alula whale）又称Alula Killer或Orcinus mörzer-bruynsus，是一种尚未被科学承认的鲸鱼。阿卢拉鲸最初的书面记载来自1971年出版的《Field Guide of Whales and Dolphins》一书，该书的作者Willem Frederick Jacob Mörzer Bruyns是一位荷兰船长与博物学家，他一生目击了大部分已知鲸鱼，并发现4种未被记录的鲸鱼，阿卢拉鲸便是这其中之一。据 W. F. J. Mörzer Bruyns的记载，阿卢拉鲸长约6-7米（20-23英尺）、重约1.8吨（4000磅）、背鳍高约2米（6.6英尺），外观类似逆戟鲸，皮肤呈棕褐色并有星形斑点，较常在亚丁湾-索科特拉岛一带出没。
阿卢拉鲸的游泳速度约为4节，并且会以4-8名个体为群体集体活动，通常来说较为常见的为6名个体为一群。 神秘动物学家乔治·埃贝哈特（George Eberhart）认为，阿卢拉鲸是逆戟鲸的亚种。另有观点认为阿卢拉鲸是被误认的伪虎鲸或是局部皮肤颜色突变的逆戟鲸与伪虎鲸。